# Вартість облігації
Для оцінки поточної вартості облігації використовується метод дисконтування грошових потоків
Поточну вартість дисконтної облігації (англ. zero coupon bond) можна обчислити за формулою
{\displaystyle PV={\frac {C_{T}}{(1+y)^{T}}}}.
Де
- {\displaystyle PV} — поточна вартість облігації,
- {\displaystyle C_{T}} — номінал облігації,
- {\displaystyle y} — фактор дисконтування (ставка альтернативних вкладень),
- {\displaystyle T} — час (кількість часових періодів), що залишилися до дати погашення облігації. Відповідно ставка {\displaystyle y} має вказуватися на один період.

Майбутня вартість дисконтної облігації розраховується як 
{\displaystyle FV=PV*(1+y)^{T}\,\!},
де {\displaystyle T} — час (кількість періодів) з дати, на яку розраховується майбутня вартість.

Для відсоткових облігацій дохід отримується у вигляді купонів, тобто має місце потік payment {\displaystyle C_{t}}, що розподілений у часі. В цьому випадку поточна вартість розраховується таким чином:
{\displaystyle P=\sum _{t=1}^{T}{\frac {C_{t}}{(1+y)^{t}}}}
Тобто для відсоткових облігацій сумується сума, що дисконтується, основного боргу (номіналу) та кожного з непогашених купонів.

## Причини зміни вартості облігації
Зміна ціни облігації можна пояснити однією або декількома з наведених нижче причин:
- 1. Спостерігається зміна дохідності, пов'язана зі зміною кредитної якості емітента
- 2. Вартість облігації, що продається із премією чи із дисконтом, змінюється не через вплив дохідності, (тобто за умови, що дохідність не змінюється), а через наближення (або навпаки віддалення) часу погашення.
- 3. Спостерігається зміна дохідності, пов'язана зі зміною дохідності інших облігацій зі схожими характеристиками. (Зміна дохідності, якої потребує ринок).

## Дивись також
- Дюрація
- Доходність облігації